# Agrostis aphanes
Agrostis aphanes é uma espécie de gramínea do gênero Agrostis, pertencente à família Poaceae.